# タカネヤハズハハコ
タカネヤハズハハコ（高嶺矢筈母子、学名：Anaphalis alpicola Makino）とはキク科ヤマハハコ属の多年草。高山植物。
姿がウスユキソウに似ていることから、別名でタカネウスユキソウとも呼ばれるが、ウスユキソウ属ではなくヤマハハコ属という別のグループに属する。

## 特徴
高さ10〜12cm。葉は互生で長さ4〜6cm、灰白色の綿毛が覆っている。雌雄別株で雄花だけの雄株と両性花の株がある。花期は8月。頭花は筒状花だけで、白色で下部が淡紅色である。

## 分布
分布域は本州中部以北〜北海道の高山帯の乾いた礫地。湿った草地などに生育する。

## ギャラリー
- 白馬岳・2010年8月
- 白馬岳・2010年8月
- 白馬岳・2010年8月